# Южные курды в Ираке
Иракские южные курды (араб.: الوار العراق, лур.: لوره یل عیراق) — южнокурдские племена, проживающие в Ираке.
Проживают в основном в Багдаде, провинции Васит и Дияла, в Мандали, Ханакине и на границах Ирана. Соун (1926) упомянул присутствие племени Файли на базарах в Киркуке. В 1920 году южные курды составляли 4,3 % населения города Насирия на юге Ирака. Фрейя Старк (1932 и 1934) ссылалась на южнокурдскую резиденцию в Ираке и упоминала их как самых красивых жителей Багдада.

## Демография
Точное число неизвестно из-за отсутствия новых и обширных данных переписи, но, согласно некоторым источникам, их население составляет от 80 000 до 150 000 человек.

## Язык
Представители говорят на южнокурдском (диалектах лаки и калхори). На Файли говорят особенно по обе стороны пограничных районов между Ираком и Ираном. Шмитт (1989) цитирует Багдади Луриша как иранский язык, на котором говорят в Ираке.

## Современная история
В Ираке, особенно во времена режима Баас, политическая ситуация была катастрофической и трагической по отношению к южным курдам. С 1975 года политические факторы привели к массовой миграции большинства южных курдов в Иран, где они в большей степени имеют этнические и религиозные связи с национальным населением. Присутствие и важность их в Ираке никогда не были низкими. Напротив, они участвовали во всех политических, социальных, культурных и экономических мероприятиях.